# NHL Entry Draft 1994
L'NHL Entry Draft 1994 è stato il 32º draft della National Hockey League. Si è tenuto il 28-29 giugno 1994 presso l'Hartford Civic Center di Hartford.
Il Draft tornò negli Stati Uniti dopo l'ultimo Draft del 1991 svoltosi a Buffalo. Rispetto all'edizione precedente rimase invariato il numero di squadre presenti, ventisei, così come il numero delle scelte, 286 distribuite in undici giri; dall'anno successivo i giri sarebbero invece scesi a nove. Quella del 1994 risultò essere l'ultima edizione del Supplemental Draft, infatti dalla stagione successiva in seguito ad un nuovo contratto collettivo fra la lega e i proprietari delle franchigie tale evento fu cancellato. Fra i sette giocatori selezionati capaci di entrare nell'NHL All-Star Team nessuno fu scelto nel corso del primo giro.
I Florida Panthers selezionarono il difensore canadese Ed Jovanovski dai Windsor Spitfires, i Mighty Ducks of Anaheim invece come seconda scelta puntarono sul difensore russo Oleg Tverdovskij, proveniente dal Kryl'ja Sovetov, mentre gli Ottawa Senators scelsero in terza posizione il centro ceco Radek Bonk dei Las Vegas Thunder. Fra i 286 giocatori selezionati 165 erano attaccanti, 91 erano difensori mentre 30 erano portieri. Dei giocatori scelti 115 giocarono in NHL.

## Turni
|  | = NHL All-Star |  |  | = NHL All-Star e NHL All-Star Team |  |

Legenda delle posizioni

A = Attaccante   AD = Ala destra   AS = Ala sinistra   C = Centro   D = Difensore   P = Portiere

### Primo giro
| #  | Giocatore                | Nazionalità | Squadra NHL                                                | Squadra di provenienza                        |
| -- | ------------------------ | ----------- | ---------------------------------------------------------- | --------------------------------------------- |
| 1  | Ed Jovanovski (D)        | Canada      | Florida Panthers                                           | Windsor Spitfires (OHL)                       |
| 2  | Oleg Tverdovskij (D)     | Russia      | Mighty Ducks of Anaheim                                    | Kryl'ja Sovetov (CSI)                         |
| 3  | Radek Bonk (C)           | Rep. Ceca   | Ottawa Senators                                            | Las Vegas Thunder (IHL)                       |
| 4  | Jason Bonsignore (C)     | Stati Uniti | Edmonton Oilers (da Winnipeg)                              | Niagara Falls Thunder (OHL)                   |
| 5  | Jeff O'Neill (AD)        | Canada      | Hartford Whalers                                           | Guelph Storm (OHL)                            |
| 6  | Ryan Smyth (AS)          | Canada      | Edmonton Oilers                                            | Moose Jaw Warriors (WHL)                      |
| 7  | Jamie Storr (P)          | Canada      | Los Angeles Kings                                          | Owen Sound Attack (OHL)                       |
| 8  | Jason Wiemer (C)         | Canada      | Tampa Bay Lightning                                        | Portland Winterhawks (WHL)                    |
| 9  | Brett Lindros (AD)       | Canada      | New York Islanders (da Quebec)                             | Kingston Frontenacs (OHL)                     |
| 10 | Nolan Baumgartner (D)    | Canada      | Washington Capitals (da Philadelphia via Quebec e Toronto) | Kamloops Blazers (WHL)                        |
| 11 | Jeff Friesen (AS)        | Canada      | San Jose Sharks                                            | Regina Pats (WHL)                             |
| 12 | Wade Belak (D)           | Canada      | Quebec Nordiques (da NY Islanders)                         | Saskatoon Blades (WHL)                        |
| 13 | Mattias Öhlund (D)       | Svezia      | Vancouver Canucks                                          | Luleå (Elitserien)                            |
| 14 | Ethan Moreau (AS)        | Canada      | Chicago Blackhawks                                         | Niagara Falls Thunder (OHL)                   |
| 15 | Aleksandr Charlamov (AD) | Russia      | Washington Capitals                                        | CSKA Mosca (CSI)                              |
| 16 | Éric Fichaud (P)         | Canada      | Toronto Maple Leafs (da St. Louis via Washington)          | Chic. Saguenéens (QMJHL)                      |
| 17 | Wayne Primeau (C)        | Canada      | Buffalo Sabres                                             | Owen Sound Attack (OHL)                       |
| 18 | Brad Brown (D)           | Canada      | Montreal Canadiens                                         | North Bay Centennials (OHL)                   |
| 19 | Chris Dingman (AS)       | Canada      | Calgary Flames                                             | Brandon Wheat Kings (WHL)                     |
| 20 | Jason Botterill (AS)     | Canada      | Dallas Stars                                               | Michigan Wolverines (CCHA)                    |
| 21 | Evgenij Rjabčikov (P)    | Russia      | Boston Bruins                                              | Molot Perm' (CSI)                             |
| 22 | Jeff Kealty (D)          | Stati Uniti | Quebec Nordiques (da Toronto)                              | Catholic Memorial School (USHS-Massachusetts) |
| 23 | Jan Golubovskij (C)      | Russia      | Detroit Red Wings                                          | Dinamo Mosca (CSI)                            |
| 24 | Chris Wells (C)          | Canada      | Pittsburgh Penguins                                        | Seattle Thunderbirds (WHL)                    |
| 25 | Vadim Šarif'janov (AS)   | Russia      | New Jersey Devils                                          | Salavat Julaev (CSI)                          |
| 26 | Dan Cloutier (P)         | Canada      | New York Rangers                                           | S.S. Marie Greyhounds (OHL)                   |

### Secondo giro
| #  | Giocatore               | Nazionalità | Squadra NHL                        | Squadra di provenienza        |
| -- | ----------------------- | ----------- | ---------------------------------- | ----------------------------- |
| 27 | Rhett Warrener (D)      | Canada      | Ottawa Senators                    | Saskatoon Blades (WHL)        |
| 28 | Johan Davidsson (AS)    | Svezia      | Mighty Ducks of Anaheim            | HV71 (Elitserien)             |
| 29 | Stanislav Neckář (D)    | Rep. Ceca   | Ottawa Senators                    | České Budějovice (Extraliga)  |
| 30 | Deron Quint (D)         | Stati Uniti | Winnipeg Jets                      | Seattle Thunderbirds (WHL)    |
| 31 | Jason Podollan (AD)     | Canada      | Florida Panthers (da Hartford)     | Spokane Chiefs (WHL)          |
| 32 | Mike Watt (AS)          | Canada      | Edmonton Oilers                    | Stratford Cullitons (GOJHL)   |
| 33 | Matt Johnson (AS)       | Canada      | Los Angeles Kings                  | Peterborough Petes (OHL)      |
| 34 | Colin Cloutier (C)      | Canada      | Tampa Bay Lightning                | Brandon Wheat Kings (WHL)     |
| 35 | Josef Marha (C)         | Rep. Ceca   | Quebec Nordiques                   | Dukla Jihlava (Extraliga)     |
| 36 | Ryan Johnson (C)        | Canada      | Florida Panthers (da Philadelphia) | Thunder Bay Flyers (USHL)     |
| 37 | Angel Nikolov (D)       | Rep. Ceca   | San Jose Sharks                    | Litvínov (Extraliga)          |
| 38 | Jason Holland (D)       | Canada      | New York Islanders                 | Kamloops Blazers (WHL)        |
| 39 | Robb Gordon (C)         | Canada      | Vancouver Canucks                  | Powell River Kings (BCHL)     |
| 40 | Jean-Yves Leroux (AS)   | Canada      | Chicago Blackhawks                 | Beauport Harfangs (QMJHL)     |
| 41 | Scott Cherrey (AS)      | Canada      | Washington Capitals                | North Bay Centennials (OHL)   |
| 42 | Dave Scatchard (C)      | Canada      | Vancouver Canucks (da St. Louis)   | Portland Winterhawks (WHL)    |
| 43 | Curtis Brown (C)        | Canada      | Buffalo Sabres                     | Moose Jaw Warriors (WHL)      |
| 44 | José Théodore (P)       | Canada      | Montreal Canadiens                 | Saint-Jean Lynx (QMJHL)       |
| 45 | Dmitrij Rjabykin (D)    | Russia      | Calgary Flames                     | Dinamo Mosca (CSI)            |
| 46 | Lee Jinman (C)          | Canada      | Dallas Stars                       | North Bay Centennials (OHL)   |
| 47 | Daniel Goneau (AS)      | Canada      | Boston Bruins                      | Laval Titan (QMJHL)           |
| 48 | Sean Haggerty (AS)      | Stati Uniti | Toronto Maple Leafs                | Detroit Jr. Red Wings (OHL)   |
| 49 | Mathieu Dandenault (AD) | Canada      | Detroit Red Wings                  | Sherbrooke Faucons (QMJHL)    |
| 50 | Richard Park (C)        | Stati Uniti | Pittsburgh Penguins                | Belleville Bulls (OHL)        |
| 51 | Patrik Eliáš (AS)       | Rep. Ceca   | New Jersey Devils                  | Rytíři Kladno (Extraliga)     |
| 52 | Rudolf Vercik (AS)      | Slovacchia  | New York Rangers                   | Slovan Bratislava (Extraliga) |

### Terzo giro
| #  | Giocatore              | Nazionalità | Squadra NHL                                           | Squadra di provenienza                           |
| -- | ---------------------- | ----------- | ----------------------------------------------------- | ------------------------------------------------ |
| 53 | Corey Neilson (D)      | Canada      | Edmonton Oilers (da Florida)                          | North Bay Centennials (OHL)                      |
| 54 | Chris Murray (AD)      | Canada      | Montreal Canadiens (da Anaheim)                       | Kamloops Blazers (WHL)                           |
| 55 | Vadim Epančincev (C)   | Russia      | Tampa Bay Lightning (da Ottawa via Anaheim)           | Spartak Mosca (CSI)                              |
| 56 | Dorain Anneck (AD)     | Canada      | Winnipeg Jets                                         | Victoria Cougars (WHL)                           |
| 57 | Sven Butenschön (D)    | Germania    | Pittsburgh Penguins (da Hartford)                     | Brandon Wheat Kings (WHL)                        |
| 58 | Tavis Hansen (AS)      | Canada      | Winnipeg Jets (da Edmonton)                           | Tacoma Rockets (WHL)                             |
| 59 | Vitalij Jačmenëv (AS)  | Russia      | Los Angeles Kings                                     | North Bay Centennials (OHL)                      |
| 60 | Brad Symes (D)         | Canada      | Edmonton Oilers (da Tampa Bay)                        | Portland Winterhawks (WHL)                       |
| 61 | Sebastien Bety (D)     | Canada      | Quebec Nordiques                                      | D.ville Voltigeurs (QMJHL)                       |
| 62 | Artëm Anisimov (D)     | Russia      | Philadelphia Flyers                                   | Ak Bars Kazan’ (CSI)                             |
| 63 | Jason Strudwick (AS)   | Canada      | New York Islanders (da San Jose)                      | Kamloops Blazers (WHL)                           |
| 64 | Fredrik Modin (AS)     | Svezia      | Toronto Maple Leafs (da NY Islanders)                 | Timrå (Elitserien)                               |
| 65 | Chad Allan (D)         | Canada      | Vancouver Canucks                                     | Saskatoon Blades (WHL)                           |
| 66 | Aleksej Egorov (AD)    | Russia      | San Jose Sharks (da Chicago)                          | SKA Pietroburgo (CSI)                            |
| 67 | Craig Reichert (AD)    | Canada      | Mighty Ducks of Anaheim (da Washington via Tampa Bay) | Red Deer Rebels (WHL)                            |
| 68 | Stéphane Roy (C)       | Canada      | St. Louis Blues                                       | Val-d'Or Foreurs (QMJHL)                         |
| 69 | Rumun Ndur (D)         | Canada      | Buffalo Sabres                                        | Guelph Storm (OHL)                               |
| 70 | Marko Kiprusoff (D)    | Finlandia   | Montreal Canadiens                                    | TPS (SM-liiga)                                   |
| 71 | Sheldon Souray (D)     | Canada      | New Jersey Devils (da Calgary)                        | Tri-City Americans (WHL)                         |
| 72 | Chris Drury (C)        | Stati Uniti | Quebec Nordiques (da Dallas)                          | Fairfield College Prep School (USHS-Connecticut) |
| 73 | Greg Crozier (AS)      | Canada      | Pittsburgh Penguins (da Boston)                       | Lawrence Academy (USHS-Massachusetts)            |
| 74 | Martin Belanger (D)    | Canada      | Montreal Canadiens (da Toronto)                       | Granby Bisons (QMJHL)                            |
| 75 | Sean Gillam (D)        | Canada      | Detroit Red Wings                                     | Spokane Chiefs (WHL)                             |
| 76 | Aleksej Krivčenkov (D) | Russia      | Pittsburgh Penguins                                   | CSKA Mosca (CSI)                                 |
| 77 | Chris Clark (AS)       | Stati Uniti | Calgary Flames (da New Jersey)                        | Springfield Olympics (NEJHL)                     |
| 78 | Adam Smith (C)         | Canada      | New York Rangers                                      | Tacoma Rockets (WHL)                             |

### Quarto giro
| #   | Giocatore               | Nazionalità | Squadra NHL                                              | Squadra di provenienza               |
| --- | ----------------------- | ----------- | -------------------------------------------------------- | ------------------------------------ |
| 79  | Adam Copeland (AD)      | Canada      | Edmonton Oilers (da Florida via Winnipeg)                | Burlington Cougars (OJHL)            |
| 80  | Byron Briske (D)        | Canada      | Mighty Ducks of Anaheim                                  | Red Deer Rebels (WHL)                |
| 81  | Bryan Masotta (P)       | Stati Uniti | Ottawa Senators                                          | New Haven Academy (USHS-Connecticut) |
| 82  | Steve Cheredaryk (D)    | Canada      | Winnipeg Jets                                            | Medicine Hat Tigers (WHL)            |
| 83  | Hnat Domenichelli (C)   | Canada      | Hartford Whalers                                         | Kamloops Blazers (WHL)               |
| 84  | David Nemirovsky (AD)   | Canada      | Florida Panthers (da Edmonton)                           | Ottawa 67's (OHL)                    |
| 85  | Steve McLaren (AS)      | Canada      | Chicago Blackhawks (da Los Angeles)                      | North Bay Centennials (OHL)          |
| 86  | Dmitrij Klevakin (AD)   | Russia      | Tampa Bay Lightning (da Tampa Bay via St. Louis)         | Spartak Mosca (CSI)                  |
| 87  | Milan Hejduk (AD)       | Rep. Ceca   | Quebec Nordiques                                         | Pardubice (Extraliga)                |
| 88  | Adam Magarrell (D)      | Canada      | Philadelphia Flyers                                      | Brandon Wheat Kings (WHL)            |
| 89  | Václav Varaďa (AS)      | Rep. Ceca   | San Jose Sharks                                          | Vítkovice Steel (Extraliga)          |
| 90  | Brad Lukowich (D)       | Canada      | New York Islanders                                       | Kamloops Blazers (WHL)               |
| 91  | Ryan Duthie (C)         | Canada      | Calgary Flames (da Vancouver via Tampa Bay e New Jersey) | Spokane Chiefs (WHL)                 |
| 92  | Mike Dubinsky (AD)      | Canada      | Vancouver Canucks (da Chicago)                           | Brandon Wheat Kings (WHL)            |
| 93  | Matt Herr (C)           | Stati Uniti | Washington Capitals                                      | Hotchkiss School (USHS-Connecticut)  |
| 94  | Tyler Harlton (D)       | Canada      | St. Louis Blues                                          | Vernon Vipers (BCHL)                 |
| 95  | Jussi Tarvainen (D)     | Finlandia   | Edmonton Oilers (da Buffalo)                             | KalPa (SM-liiga)                     |
| 96  | Arto Kuki (C)           | Finlandia   | Montreal Canadiens                                       | Espoo Blues (SM-liiga)               |
| 97  | Johan Finnström (D)     | Svezia      | Calgary Flames                                           | Rögle (Elitserien)                   |
| 98  | Jamie Wright (AS)       | Canada      | Dallas Stars                                             | Guelph Storm (OHL)                   |
| 99  | Eric Nickulas (AD)      | Stati Uniti | Boston Bruins                                            | Cushing Academy (USHS-Massachusetts) |
| 100 | Aleksandr Korobolin (D) | Russia      | New York Rangers (da Toronto)                            | Traktor Čeljabinsk (CSI)             |
| 101 | Sébastien Vallée (AD)   | Canada      | Philadelphia Flyers (da Detroit)                         | Victoriaville Tigres (QMJHL)         |
| 102 | Tom O'Connor (D)        | Stati Uniti | Pittsburgh Penguins                                      | Springfield Olympics (NEJHL)         |
| 103 | Zdeněk Skořepa (AS)     | Rep. Ceca   | New Jersey Devils                                        | Litvínov (Extraliga)                 |
| 104 | Sylvain Blouin (AS)     | Canada      | New York Rangers                                         | Laval Titan (QMJHL)                  |

### Quinto giro
| #   | Giocatore              | Nazionalità | Squadra NHL                                                     | Squadra di provenienza                        |
| --- | ---------------------- | ----------- | --------------------------------------------------------------- | --------------------------------------------- |
| 105 | David Geris (D)        | Canada      | Florida Panthers                                                | Windsor Spitfires (OHL)                       |
| 106 | Pavel Trnka (D)        | Rep. Ceca   | Mighty Ducks of Anaheim                                         | Plzeň 1929 (Extraliga)                        |
| 107 | Nils Ekman (AD)        | Svezia      | Calgary Flames (da Ottawa via New Jersey)                       | Hammarby (Elitserien)                         |
| 108 | Craig Mills (AD)       | Canada      | Winnipeg Jets                                                   | Belleville Bulls (OHL)                        |
| 109 | Ryan Risidore (D)      | Canada      | Hartford Whalers                                                | Guelph Storm (OHL)                            |
| 110 | Jon Gaskins (AS)       | Stati Uniti | Edmonton Oilers                                                 | Dubuque Fighting Saints (USHL)                |
| 111 | Chris Schmidt (C)      | Canada      | Los Angeles Kings                                               | Seattle Thunderbirds (WHL)                    |
| 112 | Mark McArthur (P)      | Canada      | New York Islanders (da Tampa Bay)                               | Guelph Storm (OHL)                            |
| 113 | Tony Tuzzolino (C)     | Stati Uniti | Quebec Nordiques                                                | Michigan St. Spartans (CCHA)                  |
| 114 | Frederic Deschênes (P) | Canada      | Detroit Red Wings (da Philadelphia via Winnipeg e Philadelphia) | Granby Bisons (QMJHL)                         |
| 115 | Brian Swanson (C)      | Stati Uniti | San Jose Sharks                                                 | Omaha Lancers (USHL)                          |
| 116 | Albie O'Connell (AS)   | Stati Uniti | New York Islanders                                              | Saint Sebastian's School (USHS-Massachusetts) |
| 117 | Yanick Dubé (C)        | Canada      | Vancouver Canucks                                               | Laval Titan (QMJHL)                           |
| 118 | Marc Dupuis (D)        | Canada      | Chicago Blackhawks                                              | Belleville Bulls (OHL)                        |
| 119 | Yanick Jean (D)        | Canada      | Washington Capitals                                             | Chic. Saguenéens (QMJHL)                      |
| 120 | Edvin Frylén (D)       | Svezia      | St. Louis Blues                                                 | Västerås (Elitserien)                         |
| 121 | Serhij Klyment'jev (D) | Ucraina     | Buffalo Sabres                                                  | Medicine Hat Tigers (WHL)                     |
| 122 | Jimmy Drolet (D)       | Stati Uniti | Montreal Canadiens                                              | Saint-Hyacinthe Lasers (QMJHL)                |
| 123 | Frank Appel (D)        | Germania    | Calgary Flames                                                  | Düsseldorfer EG (Bundesliga)                  |
| 124 | Marty Turco (P)        | Canada      | Dallas Stars                                                    | Cambridge Winter Hawks (MWJHL)                |
| 125 | Darren Wright (D)      | Canada      | Boston Bruins                                                   | Prince Albert Raiders (WHL)                   |
| 126 | Mark Deyell (C)        | Canada      | Toronto Maple Leafs                                             | Saskatoon Blades (WHL)                        |
| 127 | Doug Battaglia (D)     | Canada      | Detroit Red Wings                                               | Brockville Braves (CCHL)                      |
| 128 | Clint Johnson (AS)     | Stati Uniti | Pittsburgh Penguins                                             | Duluth East High School (USHS-Minnesota)      |
| 129 | Christian Gosselin (D) | Canada      | New Jersey Devils                                               | Saint-Hyacinthe Lasers (QMJHL)                |
| 130 | Martin Ethier (D)      | Canada      | New York Rangers                                                | Beauport Harfangs (QMJHL)                     |

### Sesto giro
| #   | Giocatore                | Nazionalità | Squadra NHL                                                  | Squadra di provenienza                      |
| --- | ------------------------ | ----------- | ------------------------------------------------------------ | ------------------------------------------- |
| 131 | Mike Gaffney (D)         | Stati Uniti | Ottawa Senators (da Florida)                                 | St. John's Prep (USHS-Massachusetts)        |
| 132 | Bates Battaglia (AS)     | Stati Uniti | Mighty Ducks of Anaheim                                      | Caledon Canadians (OJHL)                    |
| 133 | Daniel Alfredsson (AD)   | Svezia      | Ottawa Senators                                              | Västra Frölunda HC (Elitserien)             |
| 134 | Ryan Smart (C)           | Stati Uniti | New Jersey Devils (da Winnipeg)                              | Meadville High School (USHS-Pennsylvania)   |
| 135 | Jurij Litvinov (C)       | Ucraina     | New York Rangers (da Hartford)                               | Kryl'ja Sovetov (CSI)                       |
| 136 | Terry Marchant (C)       | Stati Uniti | Edmonton Oilers                                              | Niagara Scenics (NAJHL)                     |
| 137 | Dan Juden (C)            | Stati Uniti | Tampa Bay Lightning (da Los Angeles)                         | The Governor's Academy (USHS-Massachusetts) |
| 138 | Bryce Salvador (D)       | Canada      | Tampa Bay Lightning                                          | Lethbridge Hurricanes (WHL)                 |
| 139 | Nicholas Windsor (D)     | Canada      | Quebec Nordiques                                             | Cornwall Colts (COJHL)                      |
| 140 | Aleksandr Selivanov (AS) | Russia      | Philadelphia Flyers                                          | Spartak Mosca (CSI)                         |
| 141 | Aleksandr Koroljuk (AD)  | Russia      | San Jose Sharks                                              | Kryl'ja Sovetov (CSI)                       |
| 142 | Jason Stewart (C)        | Stati Uniti | New York Islanders                                           | Simley High School (USHS-Massachusetts)     |
| 143 | Steve Vezina (P)         | Canada      | Winnipeg Jets (da Vancouver)                                 | Beauport Harfangs (QMJHL)                   |
| 144 | Jim Ensom (AS)           | Canada      | Chicago Blackhawks                                           | North Bay Centennials (OHL)                 |
| 145 | Dmitrij Mekeškin (D)     | Russia      | Washington Capitals                                          | Avangard Omsk (CSI)                         |
| 146 | Chris Kibermanis (AD)    | Canada      | Winnipeg Jets (da St. Louis via Winnipeg, Florida, Edmonton) | Red Deer Rebels (WHL)                       |
| 147 | Cal Benazic (D)          | Canada      | Buffalo Sabres                                               | Medicine Hat Tigers (WHL)                   |
| 148 | Joel Irving (AD)         | Canada      | Montreal Canadiens                                           | Regina Pats (WHL)                           |
| 149 | Patrik Haltia (P)        | Svezia      | Calgary Flames                                               | Färjestad (Elitserien)                      |
| 150 | Evgenij Petročinin (D)   | Russia      | Vancouver Canucks                                            | Spartak Mosca (CSI)                         |
| 151 | André Roy (AS)           | Canada      | Boston Bruins                                                | Chic. Saguenéens (QMJHL)                    |
| 152 | Kam White (D)            | Canada      | Toronto Maple Leafs                                          | Kitchener Rangers (OHL)                     |
| 153 | Pavel Agarkov (AD)       | Russia      | Detroit Red Wings                                            | Kryl'ja Sovetov (CSI)                       |
| 154 | Valentin Morozov (C)     | Russia      | Pittsburgh Penguins                                          | CSKA Mosca (CSI)                            |
| 155 | Luciano Caravaggio (P)   | Canada      | New Jersey Devils                                            | Michigan Tech Huskies (WCHA)                |
| 156 | David Brosseau (AD)      | Canada      | New York Rangers                                             | Shawinigan Cataractes (QMJHL)               |

### Settimo giro
| #   | Giocatore              | Nazionalità | Squadra NHL                       | Squadra di provenienza              |
| --- | ---------------------- | ----------- | --------------------------------- | ----------------------------------- |
| 157 | Matt O'Dette (D)       | Canada      | Florida Panthers                  | Kitchener Rangers (OHL)             |
| 158 | Rocky Welsing (D)      | Stati Uniti | Mighty Ducks of Anaheim           | Wisconsin Capitols (USHL)           |
| 159 | Doug Sproule (AS)      | Stati Uniti | Ottawa Senators                   | Hotchkiss School (USHS-Connecticut) |
| 160 | Curtis Sheptak (D)     | Canada      | Edmonton Oilers (da Winnipeg)     | Olds Grizzlys (AJHL)                |
| 161 | Serge Aubin (C)        | Canada      | Pittsburgh Penguins (da Hartford) | Granby Bisons (QMJHL)               |
| 162 | Dmitri Shulga (AD)     | Bielorussia | Edmonton Oilers                   | Tivali Minsk (CSI)                  |
| 163 | Luc Gagné (AD)         | Canada      | Los Angeles Kings                 | Sudbury Wolves (OHL)                |
| 164 | Chris Maillet (D)      | Canada      | Tampa Bay Lightning               | Red Deer Rebels (WHL)               |
| 165 | Calvin Elfring (D)     | Canada      | Quebec Nordiques                  | Powell River Kings (BCHL)           |
| 166 | Colin Forbes (AS)      | Canada      | Philadelphia Flyers               | Portland Winterhawks (WHL)          |
| 167 | Sergej Gorbacëv (AD)   | Russia      | San Jose Sharks                   | Dinamo Mosca (CSI)                  |
| 168 | Steve Plouffe (P)      | Canada      | Buffalo Sabres (da NY Islanders)  | Granby Bisons (QMJHL)               |
| 169 | Jurij Kuznecov (C)     | Russia      | Vancouver Canucks                 | Avangard Omsk (CSI)                 |
| 170 | Tyler Prosofsky (AD)   | Canada      | Chicago Blackhawks                | Tacoma Rockets (WHL)                |
| 171 | Dan Reja (AS)          | Canada      | Washington Capitals               | London Knights (OHL)                |
| 172 | Roman Vopat (C)        | Rep. Ceca   | St. Louis Blues                   | Litvínov (Extraliga)                |
| 173 | Shane Hnidy (D)        | Canada      | Buffalo Sabres                    | Prince Albert Raiders (WHL)         |
| 174 | Jesse Rezansoff (AD)   | Canada      | Montreal Canadiens                | Regina Pats (WHL)                   |
| 175 | Ladislav Kohn (AD)     | Rep. Ceca   | Calgary Flames                    | Swift Current Broncos (WHL)         |
| 176 | Steve Webb (AD)        | Canada      | Buffalo Sabres (da Dallas)        | Peterborough Petes (OHL)            |
| 177 | Jeremy Schaefer (AS)   | Canada      | Boston Bruins                     | Medicine Hat Tigers (WHL)           |
| 178 | Tommi Rajamäki (D)     | Finlandia   | Toronto Maple Leafs               | Porin Ässät (SM-liiga)              |
| 179 | Chris Wickenheiser (P) | Canada      | Edmonton Oilers (da Detroit)      | Red Deer Rebels (WHL)               |
| 180 | Drew Palmer (D)        | Stati Uniti | Pittsburgh Penguins               | Seattle Thunderbirds (WHL)          |
| 181 | Jeff Williams (AS)     | Canada      | New Jersey Devils                 | Guelph Storm (OHL)                  |
| 182 | Oleksij Lazarenko (AD) | Ucraina     | New York Rangers                  | CSKA Mosca (CSI)                    |

### Ottavo giro
| #   | Giocatore             | Nazionalità | Squadra NHL                     | Squadra di provenienza                    |
| --- | --------------------- | ----------- | ------------------------------- | ----------------------------------------- |
| 183 | Jason Boudrias (A)    | Canada      | Florida Panthers                | Laval Titan (QMJHL)                       |
| 184 | Brad Englehart (C)    | Canada      | Mighty Ducks of Anaheim         | Kimball Union Academy (USHS-N. Hampshire) |
| 185 | Rob Guinn (D)         | Canada      | Edmonton Oilers (da Ottawa)     | Newmarket Royals (OHL)                    |
| 186 | Ramil Saifullin (C)   | Russia      | Winnipeg Jets                   | Avangard Omsk (CSI)                       |
| 187 | Tom Buckley (C)       | Stati Uniti | Hartford Whalers                | St. Joseph's High School (USHS-New York)  |
| 188 | Jason Reid (D)        | Canada      | Edmonton Oilers                 | St. Andrew's College (HS-Ontario)         |
| 189 | Andrew Dale (C)       | Canada      | Los Angeles Kings               | Sudbury Wolves (OHL)                      |
| 190 | Aleksej Baranov (D)   | Russia      | Tampa Bay Lightning             | Dinamo Mosca (CSI)                        |
| 191 | Jay Bertsch (AD)      | Canada      | Quebec Nordiques                | Spokane Chiefs (WHL)                      |
| 192 | Derek Diener (D)      | Canada      | Philadelphia Flyers             | Lethbridge Hurricanes (WHL)               |
| 193 | Éric Landry (AD)      | Canada      | San Jose Sharks                 | Guelph Storm (OHL)                        |
| 194 | Mike Loach (AD)       | Canada      | New York Islanders              | Windsor Spitfires (OHL)                   |
| 195 | Rob Trumbley (AD)     | Canada      | Vancouver Canucks               | Moose Jaw Warriors (WHL)                  |
| 196 | Mike Josephson (AS)   | Canada      | Chicago Blackhawks              | Kamloops Blazers (WHL)                    |
| 197 | Chris Patrick (C)     | Stati Uniti | Washington Capitals             | Kent School (USHS-Connecticut)            |
| 198 | Steve Noble (C)       | Canada      | St. Louis Blues                 | Stratford Cullitons (GOJHL)               |
| 199 | Bob Westerby (AS)     | Canada      | Buffalo Sabres                  | Kamloops Blazers (WHL)                    |
| 200 | Peter Ström (AD)      | Svezia      | Montreal Canadiens              | Västra Frölunda HC (Elitserien)           |
| 201 | Keith McCambridge (D) | Canada      | Calgary Flames                  | Swift Current Broncos (WHL)               |
| 202 | Ray Giroux (D)        | Canada      | Philadelphia Flyers (da Dallas) | Powassan Hawks (NOJHL)                    |
| 203 | Peter Högardh (AD)    | Svezia      | New York Islanders (da Boston)  | Västra Frölunda HC (Elitserien)           |
| 204 | Rob Butler (AS)       | Canada      | Toronto Maple Leafs             | Niagara Falls Canucks (GHJHL)             |
| 205 | Jason Elliott (P)     | Canada      | Detroit Red Wings               | Cornell Big Red (ECAC)                    |
| 206 | Boris Zelenko (C)     | Russia      | Pittsburgh Penguins             | CSKA Mosca (CSI)                          |
| 207 | Éric Bertrand (AS)    | Canada      | New Jersey Devils               | Granby Bisons (QMJHL)                     |
| 208 | Craig Anderson (D)    | Stati Uniti | New York Rangers                | Park Center High School (USHS-Minnesota)  |

### Nono giro
| #   | Giocatore            | Nazionalità | Squadra NHL                   | Squadra di provenienza                   |
| --- | -------------------- | ----------- | ----------------------------- | ---------------------------------------- |
| 209 | Vitalij Eremeev (P)  | Kazakistan  | New York Rangers (da Florida) | Kazcink-Torpedo (CSI)                    |
| 210 | Frédéric Cassivi (P) | Canada      | Ottawa Senators (da Anaheim)  | Saint-Hyacinthe Lasers (QMJHL)           |
| 211 | Danny Dupont (D)     | Canada      | Ottawa Senators               | Laval Titan (QMJHL)                      |
| 212 | Henrik Smångs (P)    | Svezia      | Winnipeg Jets                 | Leksand (Elitserien)                     |
| 213 | Ashlin Halfnight (D) | Canada      | Hartford Whalers              | Harvard Crimson (ECAC)                   |
| 214 | Jeremy Jablonski (P) | Canada      | Edmonton Oilers               | Victoria Cougars (WHL)                   |
| 215 | Jan Němeček (D)      | Rep. Ceca   | Los Angeles Kings             | České Budějovice (Extraliga)             |
| 216 | Jurij Smirnov (C)    | Russia      | Tampa Bay Lightning           | Spartak Mosca (CSI)                      |
| 217 | Tim Thomas (P)       | Stati Uniti | Quebec Nordiques              | Vermont Catamounts (Hockey East)         |
| 218 | Johan Hedberg (P)    | Svezia      | Philadelphia Flyers           | Leksand (Elitserien)                     |
| 219 | Evgenij Nabokov (P)  | Russia      | San Jose Sharks               | Kazcink-Torpedo (CSI)                    |
| 220 | Gord Walsh (AS)      | Canada      | New York Islanders            | Kingston Frontenacs (OHL)                |
| 221 | Bill Muckalt (AD)    | Canada      | Vancouver Canucks             | Kelowna Spartans (BCHL)                  |
| 222 | Lubomír Jandera (D)  | Rep. Ceca   | Chicago Blackhawks            | Litvínov (Extraliga)                     |
| 223 | John Tuohy (D)       | Stati Uniti | Washington Capitals           | Kent School (USHS-Connecticut)           |
| 224 | Marc Stephan (C)     | Canada      | St. Louis Blues               | Tri-City Americans (WHL)                 |
| 225 | Craig Millar (D)     | Canada      | Buffalo Sabres                | Swift Current Broncos (WHL)              |
| 226 | Tomáš Vokoun (P)     | Rep. Ceca   | Montreal Canadiens            | Rytíři Kladno (Extraliga))               |
| 227 | Jörgen Jönsson (C)   | Svezia      | Calgary Flames                | Rögle (Elitserien)                       |
| 228 | Marty Flichel (AD)   | Canada      | Dallas Stars                  | Tacoma Rockets (WHL)                     |
| 229 | John Grahame (P)     | Stati Uniti | Boston Bruins                 | Lake Superior S. Lakers (CCHA)           |
| 230 | Matt Ball (AD)       | Canada      | Hartford Whalers (da Toronto) | Detroit Jr. Red Wings (OHL)              |
| 231 | Jeff Mikesch (C)     | Stati Uniti | Detroit Red Wings             | Michigan Tech Huskies (WCHA)             |
| 232 | Jason Godbout (D)    | Stati Uniti | Pittsburgh Penguins           | Hill-Murray High School (USHS-Minnesota) |
| 233 | Steve Sullivan (A)   | Canada      | New Jersey Devils             | S.S. Marie Greyhounds (OHL)              |
| 234 | Eric Boulton (AS)    | Canada      | New York Rangers              | Oshawa Generals (OHL)                    |

### Decimo giro
| #   | Giocatore              | Nazionalità | Squadra NHL                   | Squadra di provenienza                         |
| --- | ---------------------- | ----------- | ----------------------------- | ---------------------------------------------- |
| 235 | Tero Lehterä (C)       | Finlandia   | Florida Panthers              | Espoo Blues (SM-liiga)                         |
| 236 | Tommi Miettinen (AS)   | Canada      | Mighty Ducks of Anaheim       | KalPa (SM-liiga)                               |
| 237 | Steve MacKinnon (A)    | Stati Uniti | Ottawa Senators               | Cushing Academy (USHS-Massachusetts)           |
| 238 | Mike Mader (D)         | Stati Uniti | Winnipeg Jets                 | Kryl'ja Sovetov (CSI)                          |
| 239 | Brian Regan (P)        | Stati Uniti | Hartford Whalers              | Loomis-Chafee High School (USHS-Massachusetts) |
| 240 | Tomas Pisa (AS)        | Rep. Ceca   | San Jose Sharks (da Edmonton) | Westminster School (USHS-Connecticut)          |
| 241 | Sergej Šalamai (AS)    | Russia      | Los Angeles Kings             | HK Irkutsk (CSI)                               |
| 242 | Shawn Gervais (AD)     | Canada      | Tampa Bay Lightning           | Seattle Thunderbirds (WHL)                     |
| 243 | Chris Pittman (C)      | Canada      | Quebec Nordiques              | Kitchener Rangers (OHL)                        |
| 244 | André Payette (AS)     | Canada      | Philadelphia Flyers           | S.S. Marie Greyhounds (OHL)                    |
| 245 | Aniket Dhadphale (AS)  | Stati Uniti | San Jose Sharks               | Marquette Electricians (MAAAMHL)               |
| 246 | Kirk DeWaele (D)       | Canada      | New York Islanders            | Lethbridge Hurricanes (WHL)                    |
| 247 | Tyson Nash (AS)        | Canada      | Vancouver Canucks             | Kamloops Blazers (WHL)                         |
| 248 | Lars Weibel (P)        | Svizzera    | Chicago Blackhawks            | Lugano (LNA)                                   |
| 249 | Richard Zedník (AS)    | Slovacchia  | Washington Capitals           | '05 Banská Bystrica (Extraliga)                |
| 250 | Kevin Harper (D)       | Canada      | St. Louis                     | Wexford Raiders (OJHL)                         |
| 251 | Mark Polak (C)         | Canada      | Buffalo Sabres                | Medicine Hat Tigers (WHL)                      |
| 252 | Chris Aldous (D)       | Stati Uniti | Montreal Canadiens            | Northwood School (USHS-New York)               |
| 253 | Mike Peluso (AD)       | Stati Uniti | Calgary Flames                | Omaha Lancers (USHL)                           |
| 254 | Jimmy Roy (AS)         | Canada      | Dallas Stars                  | Thunder Bay Flyers (USHL)                      |
| 255 | Neil Savary (P)        | Canada      | Boston Bruins                 | Hull Olympiques (QMJHL)                        |
| 256 | Sergej Berezin (AS)    | Russia      | Toronto Maple Leafs           | Chimik Voskresensk (CSI)                       |
| 257 | Tomas Holmström (AS)   | Svezia      | Detroit Red Wings             | Bodens IK (Elitserien)                         |
| 258 | Michail Kazakevič (AS) | Russia      | Pittsburgh Penguins           | Torpedo Jaroslavl' (CSI)                       |
| 259 | Scott Swanjord (P)     | Stati Uniti | New Jersey Devils             | Waterloo Black Hawks (USHL)                    |
| 260 | Radoslav Kropáč (AD)   | Slovacchia  | New York Rangers              | Slovan Bratislava (Extraliga)                  |

### Undicesimo giro
| #   | Giocatore             | Nazionalità | Squadra NHL                       | Squadra di provenienza                        |
| --- | --------------------- | ----------- | --------------------------------- | --------------------------------------------- |
| 261 | Per Gustafsson (D)    | Svezia      | Florida Panthers                  | HV71 (Elitserien)                             |
| 262 | Jeremy Stevenson (AS) | Stati Uniti | Mighty Ducks of Anaheim           | S.S. Marie Greyhounds (OHL)                   |
| 263 | Rob Mara (AS)         | Stati Uniti | Chicago Blackhawks (da Ottawa)    | Belmont Hill School (USHS-Massachusetts)      |
| 264 | Jason Issel (AS)      | Canada      | Winnipeg Jets                     | Prince Albert Raiders (WHL)                   |
| 265 | Steve Nimigon (AS)    | Canada      | Hartford Whalers                  | Niagara Falls Thunder (OHL)                   |
| 266 | Ladislav Benýšek (D)  | Rep. Ceca   | Edmonton Oilers                   | Olomouc (Extraliga)                           |
| 267 | Jamie Butt (AS)       | Canada      | New York Rangers (da Los Angeles) | Tacoma Rockets (WHL)                          |
| 268 | Brian White (D)       | Stati Uniti | Tampa Bay Lightning               | Arlington Catholic HS (USHS-Massachusetts)    |
| 269 | Mike Hanson (C)       | Stati Uniti | New Jersey Devils (da Quebec)     | Minot High School (USHS-North Dakota)         |
| 270 | Ján Lipiansky (A)     | Slovacchia  | Philadelphia Flyers               | Slovan Bratislava (Extraliga)                 |
| 271 | David Beauregard (AS) | Canada      | San Jose Sharks                   | Saint-Hyacinthe Lasers (QMJHL)                |
| 272 | Dick Tärnström (D)    | Svezia      | New York Islanders                | AIK (Elitserien)                              |
| 273 | Robert Longpre (C)    | Canada      | Vancouver Canucks                 | Medicine Hat Tigers (WHL)                     |
| 274 | Antti Törmänen (AS)   | Finlandia   | Ottawa Senators (da Chicago)      | Jokerit (SM-liiga)                            |
| 275 | Sergej Tertyšnij (D)  | Russia      | Washington Capitals               | Traktor Čeljabinsk (CSI)                      |
| 276 | Scott Fankhouser (P)  | Stati Uniti | St. Louis Blues                   | UMass River Hawks (Hockey East)               |
| 277 | Shayne Wright (D)     | Canada      | Buffalo Sabres                    | Owen Sound Attack (OHL)                       |
| 278 | Ross Parsons (D)      | Canada      | Montreal Canadiens                | Regina Pats (WHL)                             |
| 279 | Pavel Torgaev (C)     | Russia      | Calgary Flames                    | TPS (SM-liiga)                                |
| 280 | Chris Szysky (AD)     | Canada      | Dallas Stars                      | Swift Current Broncos (WHL)                   |
| 281 | Andrej Jachanov (D)   | Russia      | Boston Bruins                     | Salavat Julaev (CSI)                          |
| 282 | Doug Nolan (D)        | Stati Uniti | Toronto Maple Leafs               | Catholic Memorial School (USHS-Massachusetts) |
| 283 | Toivo Suursoo (AS)    | Estonia     | Detroit Red Wings                 | Kryl'ja Sovetov (CSI)                         |
| 284 | Brian Leitza (P)      | Stati Uniti | Pittsburgh Penguins               | Sioux City Musketeers (USHL)                  |
| 285 | Steven Low (D)        | Canada      | Quebec Nordiques (da New Jersey)  | Sherbrooke Faucons (QMJHL)                    |
| 286 | Kim Johnsson (D)      | Svezia      | New York Rangers                  | Malmö (Elitserien)                            |

## Selezioni classificate per nazionalità
| Pos. | Paese        | Selezioni |
|      | Nord America | 201       |
| ---- | ------------ | --------- |
| 1    | Canada       | 154       |
| 2    | Stati Uniti  | 47        |
|      | Europa       | 85        |
| 3    | Russia       | 32        |
| 4    | Svezia       | 17        |
| 5    | Rep. Ceca    | 16        |
| 6    | Finlandia    | 7         |
| 7    | Slovacchia   | 4         |
| 8    | Ucraina      | 3         |
| 9    | Germania     | 2         |
| 10   | Bielorussia  | 1         |
| 10   | Estonia      | 1         |
| 10   | Kazakistan   | 1         |
| 10   | Svizzera     | 1         |